# Pori rövidhullámú rádióállomás
A Pori rövidhullámúrádióállomás (finnül: Porin lyhytaaltoasema, kiejtése: [porin lühütáltoȧszëmȧ]) egy Pori településen, Finnországban működő rádióállomás volt.
Az állomás eredeti épülete 1940-ben készült abból a célból, hogy az azon évi nyári olimpiai játékok alatt az Yleisradio, az állami rádiótársaság, műsorait sugározhassa. A zajló világháború azonban a játékok elmaradását okozta, 1941-ben pedig Finnország és Szovjetunió között kitört a folytatólagos háború. Ezen akadályok miatt a rövidhullámú rádióállomást csak 1948-ban avatták föl. (Igaz, már 1941-től sugárzott műsorokat, ám akkor műszaki okok miatt még a tervezettnél jóval kisebb erővel.)
Az állomás 1948-tól 1987‑ig a mai Metallinkylä városrész területén működött (é. sz. 61,464712°, k. h. 21,857107°61.464712°N 21.857107°EPorin lyhytaaltoasema Väinölä), ahol eredetileg szántóföldek közepén állt. 1987-ben egy új épületbe költözött át, Preiviiki faluba, amely szintén Pori település területén helyezkedik el, de kb. 11 kilométernyire a városközponttól. A preiviiki épületet 1998-tól kezdve egy Digita nevezetű cég üzemelteti. 2006 végén megszűnt az Yleisradióhoz tartozó Radio Finland rövid- és középhullámú nemzetközi műsorszórása, amit a Pori rövidhullámú rádióállomás végének lehet tekinteni.
Az állomás volt metallinkyläi épületében ma (2020) a T.E.H.D.A.S. művészegyesület rendezvény-, illetve kiállításközpontja működik. A központhoz tartozik az épület mellett fekvő szoborpark is. Az egyesület az épület építészeti emlékként való védelméért dolgozik, de azt egyelőre nem érte el. Közvetlenül az épület körül elhelyezkedő szántóföldeket már évtizedek óta nem művelik, és a terület ma (2020) inkább erdő jellegű.
A preiviiki épület, adótornyaival együtt, továbbra is Digitáé maradt, rövidhullámú műsorszórásra alkalmas.

## Fordítás
Ez a szócikk részben vagy egészben  a   Porin lyhytaaltoasema című finn Wikipédia-szócikk ezen változatának fordításán alapul.  Az eredeti cikk szerkesztőit annak laptörténete sorolja fel. Ez a jelzés csupán a megfogalmazás eredetét és a szerzői jogokat jelzi, nem szolgál a cikkben szereplő információk forrásmegjelöléseként.